# Chronique des morts-vivants
Pour les articles homonymes, voir Diary of the Dead (homonymie).
Série
Le Territoire des morts
(2005) Le Vestige des morts-vivants
(2010)
Pour plus de détails, voir Fiche technique et Distribution.
Chronique des morts-vivants (Diary of the Dead) est un film d'horreur américain sorti en 2007. Cinquième volet de la saga des zombies, série de films sur le thème des morts-vivants réalisée par George A. Romero, il poursuit la critique acerbe d'un pan de la société américaine initiée par le réalisateur.

## Synopsis
Un groupe d'étudiants en cinéma de l'université de Pittsburgh sont dans les bois pour tourner un film d'horreur avec leur professeur, Andrew Maxwell, lorsqu'ils entendent parler à la radio d'émeutes et de tueries à grande échelle. Deux des élèves, Ridley et Francine, décident de quitter le groupe, tandis que le directeur du projet, Jason, va rendre visite à sa petite amie Debra (la narratrice) avec le reste du groupe. Comme Debra ne peut pas contacter sa famille, ils se rendent en camping-car chez ses parents à Scranton. En route, Mary, l'étudiante au volant, écrase quatre zombies. Le groupe s'arrête et Mary, qui pense qu'elle a tué des personnes vivantes, tente de se suicider. Ses amis l'emmènent à l'hôpital, où ils découvrent que les morts deviennent des zombies. Jason y voit le moyen de tourner le documentaire de sa vie et ne cesse de filmer et de mettre en ligne les événements, expliquant aux autres dont le malaise est croissant qu'ils ont pour mission de montrer cette nouvelle réalité au public et de les aider ainsi à survivre, puisque les médias leur mentent.
Mary devient un zombie et est tuée par Maxwell. Plus tard, Gordo est mordu par un zombie. Sa petite amie Tracy supplie les autres de ne pas le tuer immédiatement, mais plus tard, elle est obligée de le tuer elle-même. Le véhicule tombe en panne et le groupe est attaqué par des zombies tandis que Tracy répare le véhicule avec l'aide de Samuel, un Amish sourd. Samuel est mordu et se tue lui-même et son agresseur avec une faux.
Debra reçoit un message de son jeune frère, qui l'informe que lui et leurs parents campaient en Virginie-Occidentale au moment des attaques initiales et qu'ils sont maintenant sur le chemin du retour à la maison. Les étudiants partent ensuite pour la maison de Debra. Quand ils arrivent chez Debra, ils trouvent sa mère et son frère réanimés qui se nourrissent de son père. Ils s'échappent de la maison et sont arrêtés par des membres de la Garde nationale qui les volent, ne leur laissant que leurs armes et leurs deux caméras. Ils arrivent au manoir de Ridley, où Ridley explique que ses parents, leurs employés et Francine ont été tués et qu'il a jeté leurs corps dans la piscine.
Ridley abandonne ensuite Debra et Tony et il apparaît qu'il a lui-même été mordu par un zombie. Ridley meurt bientôt, revient en tant que zombie, tue Eliot et attaque Tracy et Jason. Jason est capable de distraire Ridley assez longtemps pour que Tracy s'échappe. Les survivants restants se cachent à l'intérieur de la maison, à l'exception de Jason, qui a quitté le groupe pour continuer à filmer et est ensuite attaqué et infecté par Ridley. Maxwell tue Ridley avec une épée et Debra tue Jason, tout en continuant à filmer. Plus tard, un grand nombre de zombies attaquent le manoir, forçant les survivants à s'abriter dans la panic room. Debra regarde l'enregistrement par Jason d'un groupe de chasseurs tirant sur des gens laissés pour morts et réanimés pour servir de cibles de tir, et se demande si la race humaine vaut la peine d'être sauvée.

## Fiche technique
- Titre original : George A. Romero's Diary of the Dead
- Réalisation : George A. Romero
- Scénario : George Romero
- Photographie : Adam Swica
- Effets spéciaux : Greg Nicotero
- Musique : Norman Orenstein
- Montage : Michael Doherty
- Production : Peter Grunwald
- Société de distribution : The Weinstein Company
- Budget : 2 750 000 $[1]
- Durée : 95 minutes
- Dates de sortie :
  - Canada : 8 septembre 2007 (Festival international du film de Toronto)
  - États-Unis : 15 février 2008
  - France : 25 juin 2008

## Distribution
- Michelle Morgan (V. F. : Brigitte Virtudes) : Debra Moynihan
- Joshua Close (V. F. : Pierre-François Pistorio) : Jason Creed
- Shawn Roberts (V. F. : Vincent Ropion) : Tony Ravello
- Amy Lalonde (V. F. : Laurence Sacquet) : Tracy Thurman
- Joe Dinicol (V. F. : Paolo Domingo) : Eliot Stone
- Scott Wentworth (V. F. : Daniel Beretta) : le professeur Andrew Maxwell
- Philip Riccio (V. F. : Yohann Sover) : Ridley Wilmott
- Chris Violette (V. F. : Bertrand Liebert) : Gordo Thorsen
- Tatiana Maslany (V. F. : Zehaïra Benbadis-Jeffs) : Mary Dexter
- Todd Schroeder : Brody
- Laura de Carteret : Bree
- Megan Park : Francine Shane
- Alan Van Sprang : le colonel Crocket
- George A. Romero : le chef de la police Arthur Katz
- Wes Craven : Présentateur des nouvelles (voix)
- Guillermo del Toro : Présentateur des nouvelles (voix)
- Stephen King : Présentateur des nouvelles (voix)
- Tom Savini : Présentateur radio (voix)
- Simon Pegg : Présentateur des nouvelles (voix)
- Quentin Tarantino : Présentateur des nouvelles (voix)

## Accueil
Le film a connu un modeste succès commercial, rapportant environ 5 364 000 $ au box-office mondial, dont 958 000 $ en Amérique du Nord, pour un budget de 2 750 000 $. En France, il a réalisé 142 845 entrées.
Il a reçu un accueil critique plutôt favorable, recueillant 62 % de critiques positives, avec une note moyenne de 6,1/10 et sur la base de 128 critiques collectées, sur le site agrégateur de critiques Rotten Tomatoes. Sur Metacritic, il obtient un score de 66/100 sur la base de 29 critiques collectées.

## Récompenses
Le film a reçu le prix de la critique au festival Fantastic'Arts 2008.

## Autour du film
- Après La Nuit des morts-vivants, Zombie, Le Jour des morts-vivants et Le Territoire des morts, Chronique des morts-vivants fait partie de la saga des zombies dont il est le cinquième volet.
- Comme dans tous les films de cette saga, Romero nous présente une critique de la société américaine. Ici, ce sont les médias qui sont stigmatisés.
- Le film a été tourné en une vingtaine de jours.
- Alan Van Sprang, qui joue le colonel, revint dans Le Vestige des morts-vivants qui est la suite de ce film.